# Play-offs Nederlands voetbal 2018
De play-offs van het Nederlands voetbal in 2018 werden na afloop van de reguliere competitie gespeeld. Hierin streden 4 teams uit de Eredivisie voor deelname aan de UEFA Europa League. Daarnaast speelden een tiental clubs voor promotie/handhaving naar/in de Eredivisie, een achttal clubs voor promotie/handhaving naar/in de Tweede divisie en een zestiental clubs voor promotie/handhaving naar/in de Derde divisie.

## Play-offs voor de UEFA Europa League
Deze play-offs, die werden gespeeld door de nummers 5 tot en met 8 van de Eredivisie, kenden in 2018 een andere opzet dan in 2017. Aan het eind van het seizoen werden de volgende Europese tickets toegewezen:
- Eredivisie #1: play-off ronde Champions League
- Eredivisie #2: tweede voorronde Champions League
- Eredivisie #3: tweede voorronde Europa League
- Eredivisie play-offs (#5, #6, #7 of #8): tweede voorronde Europa League 1
- Bekerwinnaar: derde voorronde Europa League 1

1 De clubs op de plekken vier tot en met zeven spelen normaliter in de play-offs om één ticket dat recht geeft tot toegang in de tweede kwalificatieronde van de Europa League. Dat zijn respectievelijk Feyenoord, FC Utrecht, Vitesse en ADO Den Haag. Feyenoord plaatst zich direct voor de derde voorronde van de Europa League, omdat Feyenoord de TOTO KNVB beker heeft gewonnen. Daarom krijgt ook de nummer acht (sc Heerenveen) een ticket voor de play-offs.

### Wedstrijdschema
|  | eerste ronde 9 en 12 mei | eerste ronde 9 en 12 mei | eerste ronde 9 en 12 mei | eerste ronde 9 en 12 mei |  |            | om ticket UEFA Europa League 15 en 19 mei | om ticket UEFA Europa League 15 en 19 mei | om ticket UEFA Europa League 15 en 19 mei | om ticket UEFA Europa League 15 en 19 mei |
|  |                          |                          |                          |                          |  |            |                                           |                                           |                                           |                                           |
|  | Wedstrijd A              |                          |                          |                          |  |            |                                           |                                           |                                           |                                           |
|  | ADO Den Haag             | 2                        | 1                        | 3                        |  |            |                                           |                                           |                                           |                                           |
|  | Vitesse                  | 5                        | 2                        | 7                        |  |            | Wedstrijd C                               | Wedstrijd C                               | Wedstrijd C                               | Wedstrijd C                               |
|  |                          |                          |                          |                          |  | Vitesse    | 3                                         | 2                                         | 5                                         |                                           |
|  | Wedstrijd B              | Wedstrijd B              | Wedstrijd B              | Wedstrijd B              |  | FC Utrecht | 2                                         | 1                                         | 3                                         |                                           |
|  | sc Heerenveen            | 4                        | 1                        | 5                        |  |            |                                           |                                           |                                           |                                           |
|  | FC Utrecht (Uitdoelpunt) | 3                        | 2                        | 5                        |  |            |                                           |                                           |                                           |                                           |

### Eerste ronde

#### Wedstrijd A
|                                  |                            |         |                                            |                                                                                     |
| Wedstrijd 1 9 mei 2018 18:30 uur | ADO Den Haag               | 2 – 5   | Vitesse                                    | Stadion: Cars Jeans Stadion, Den Haag Toeschouwers: 11.930 Scheidsrechter: Makkelie |
| Wedstrijd 1 9 mei 2018 18:30 uur | El Khayati 52' (pen.), 82' | Verslag | 14' Matavž 34', 37', 72' Mount 44' Linssen | Stadion: Cars Jeans Stadion, Den Haag Toeschouwers: 11.930 Scheidsrechter: Makkelie |
| Wedstrijd 1 9 mei 2018 18:30 uur |                            |         |                                            | Stadion: Cars Jeans Stadion, Den Haag Toeschouwers: 11.930 Scheidsrechter: Makkelie |
| Wedstrijd 1 9 mei 2018 18:30 uur |                            |         |                                            | Stadion: Cars Jeans Stadion, Den Haag Toeschouwers: 11.930 Scheidsrechter: Makkelie |
|                                  |                            |         |                                            |                                                                                     |

|                                   |                      |         |                |                                                                      |
| Wedstrijd 2 12 mei 2018 18:30 uur | Vitesse              | 2 – 1   | ADO Den Haag   | Stadion: GelreDome, Arnhem Toeschouwers: 13.715 Scheidsrechter: Blom |
| Wedstrijd 2 12 mei 2018 18:30 uur | Matavž 32' Mount 53' | Verslag | 55' El Khayati | Stadion: GelreDome, Arnhem Toeschouwers: 13.715 Scheidsrechter: Blom |
| Wedstrijd 2 12 mei 2018 18:30 uur |                      |         |                | Stadion: GelreDome, Arnhem Toeschouwers: 13.715 Scheidsrechter: Blom |
| Wedstrijd 2 12 mei 2018 18:30 uur |                      |         |                | Stadion: GelreDome, Arnhem Toeschouwers: 13.715 Scheidsrechter: Blom |
|                                   |                      |         |                |                                                                      |

#### Wedstrijd B
|                                  |                                                        |         |                                                    |                                                                                       |
| Wedstrijd 1 9 mei 2018 20:45 uur | sc Heerenveen                                          | 4 – 3   | FC Utrecht                                         | Stadion: Abe Lenstra Stadion, Heerenveen Toeschouwers: 17.225 Scheidsrechter: Janssen |
| Wedstrijd 1 9 mei 2018 20:45 uur | Kobayashi 9' Ghoochannejhad 23' Høegh 48' Dumfries 86' | Verslag | 50', 63' Labyad 51', 51' Ayoub 65' (e.d.) Bulthuis | Stadion: Abe Lenstra Stadion, Heerenveen Toeschouwers: 17.225 Scheidsrechter: Janssen |
| Wedstrijd 1 9 mei 2018 20:45 uur |                                                        |         |                                                    | Stadion: Abe Lenstra Stadion, Heerenveen Toeschouwers: 17.225 Scheidsrechter: Janssen |
| Wedstrijd 1 9 mei 2018 20:45 uur |                                                        |         |                                                    | Stadion: Abe Lenstra Stadion, Heerenveen Toeschouwers: 17.225 Scheidsrechter: Janssen |
|                                  |                                                        |         |                                                    |                                                                                       |

|                                   |                                 |         |               |                                                                                      |
| Wedstrijd 2 12 mei 2018 20:45 uur | FC Utrecht                      | 2 – 1   | sc Heerenveen | Stadion: Stadion Galgenwaard, Utrecht Toeschouwers: 14.632 Scheidsrechter: Gözübüyük |
| Wedstrijd 2 12 mei 2018 20:45 uur | Strieder 39' Van der Maarel 58' | Verslag | 78' Rojas     | Stadion: Stadion Galgenwaard, Utrecht Toeschouwers: 14.632 Scheidsrechter: Gözübüyük |
| Wedstrijd 2 12 mei 2018 20:45 uur |                                 |         |               | Stadion: Stadion Galgenwaard, Utrecht Toeschouwers: 14.632 Scheidsrechter: Gözübüyük |
| Wedstrijd 2 12 mei 2018 20:45 uur |                                 |         |               | Stadion: Stadion Galgenwaard, Utrecht Toeschouwers: 14.632 Scheidsrechter: Gözübüyük |
|                                   |                                 |         |               |                                                                                      |

### Tweede ronde
Bij alle wedstrijden in deze ronde werd er gebruikgemaakt van een video-assistent.

#### Wedstrijd C
|                                   |                                    |         |                        |                                                                                                |
| Wedstrijd 1 15 mei 2018 20:45 uur | Vitesse                            | 3 – 2   | FC Utrecht             | Stadion: GelreDome, Arnhem Toeschouwers: 14.236 Scheidsrechter: Kamphuis Video-assistent: Blom |
| Wedstrijd 1 15 mei 2018 20:45 uur | Mount 42' Linssen 78' Kasjia 90+1' | Verslag | 62' Leeuwin 86' Labyad | Stadion: GelreDome, Arnhem Toeschouwers: 14.236 Scheidsrechter: Kamphuis Video-assistent: Blom |
| Wedstrijd 1 15 mei 2018 20:45 uur |                                    |         |                        | Stadion: GelreDome, Arnhem Toeschouwers: 14.236 Scheidsrechter: Kamphuis Video-assistent: Blom |
| Wedstrijd 1 15 mei 2018 20:45 uur |                                    |         |                        | Stadion: GelreDome, Arnhem Toeschouwers: 14.236 Scheidsrechter: Kamphuis Video-assistent: Blom |
|                                   |                                    |         |                        |                                                                                                |

|                                   |                    |         |                               | |
| Wedstrijd 2 19 mei 2018 20:45 uur | FC Utrecht         | 1 – 2   | Vitesse                       | Stadion: Stadion Galgenwaard, Utrecht Toeschouwers: 21.353 Scheidsrechter: Nijhuis Video-assistent: Makkelie |
| Wedstrijd 2 19 mei 2018 20:45 uur | Van der Maarel 46' | Verslag | 18' (e.d.) Leeuwin 38' Miazga | Stadion: Stadion Galgenwaard, Utrecht Toeschouwers: 21.353 Scheidsrechter: Nijhuis Video-assistent: Makkelie |
| Wedstrijd 2 19 mei 2018 20:45 uur |                    |         |                               | Stadion: Stadion Galgenwaard, Utrecht Toeschouwers: 21.353 Scheidsrechter: Nijhuis Video-assistent: Makkelie |
| Wedstrijd 2 19 mei 2018 20:45 uur |                    |         |                               | Stadion: Stadion Galgenwaard, Utrecht Toeschouwers: 21.353 Scheidsrechter: Nijhuis Video-assistent: Makkelie |
|                                   |                    |         |                               | |

- Vitesse plaatst zich voor de 2e voorronde van de Europa League.

## Play-offs om promotie/degradatie
In de periode van 1 t/m 20 mei werden de play-offs om promotie/degradatie tussen de Eerste divisie en de Eredivisie gespeeld. De play-offs werden gespeeld door de nummers 16 en 17 van de Eredivisie 2017/18, aangevuld met acht teams uit de Eerste divisie 2017/18. De nummer 18 van de Eredivisie (FC Twente) degradeerde direct. De kampioen van de Eerste divisie (Jong Ajax) promoveerde niet, waardoor de nummer twee (Fortuna Sittard) direct promoveerde.
Van de acht ploegen uit de Eerste divisie 2017/18 verkregen vier het recht tot deelname aan de play-offs op grond van de resultaten in de perioden. Dit waren:
- 1e periode gewonnen door Jong Ajax; daar uitgesloten van deelname aan de play-offs ging het recht tot spelen van de play-offs naar het in de periode als tweede geëindigde team N.E.C. (JL3).
- 2e periode gewonnen door Fortuna Sittard; het recht tot deelname aan de play-offs kwam te vervallen vanwege directe promotie. Het recht tot deelname aan de play-offs viel daardoor ten deel aan het in de eindrangschikking hoogst geklasseerde team (dat het recht tot deelname aan de play-offs nog niet had verkregen) De Graafschap (JL4).
- 3e periode gewonnen door FC Dordrecht (JL13).
- 4e periode gewonnen door Fortuna Sittard; daar Fortuna Sittard het recht tot het spelen van de play-offs al in de tweede periode had verworven, zou het recht moeten zijn overgaan naar het als tweede geëindigde team in de periode Jong Ajax. Echter Jong Ajax is uitgesloten van de deelname aan de play-offs waardoor het recht tot deelname aan de play-offs werd toebedeeld aan het in de eindrangschikking hoogst geklasseerde team (dat het recht tot deelname aan de play-offs nog niet had verkregen) Telstar (JL6).

De resterende vier plekken werden onder alle omstandigheden toebedeeld aan de in de eindrangschikking hoogst geklasseerde teams (die het recht tot deelname aan de play-offs nog niet hadden verkregen), te weten; FC Emmen (JL7), SC Cambuur (JL8), Almere City FC (JL9) en MVV Maastricht (JL10).
De nummers 1 en 5, respectievelijk Jong Ajax en Jong PSV, waren uitgesloten van deelname aan de play-offs. Uit de Eredivisie namen Roda JC Kerkrade (E16) en Sparta Rotterdam (E17) deel.
De teams uit de Eerste divisie kregen een classificatie mee op basis van de eindstand van de ranglijst. Zo wordt het team dat derde eindigde aangeduid met JL3, de nummer 4 met JL4, JL6 tot en met JL10 voor de teams op plaatsen 6 tot en met 10, en JL13 voor plaats 13. JL8, JL9, JL10 en JL13 speelden de eerste ronde, de deelnemers uit de Eredivisie (E16 en E17) en JL3, JL4, JL6 en JL7 stroomden de tweede ronde in. Er werd in een knock-outsysteem gespeeld, waarbij het resultaat over twee wedstrijden (uit en thuis) bepaalde welk team doorging. Indien dit resultaat gelijk was, zou het team met de meest gescoorde uitdoelpunten doorgaan. Was ook dit na twee keer 90 minuten geheel gelijk, dan volgde er verlenging en eventueel strafschoppen. Het team met de hoogste classificatie speelde de tweede wedstrijd thuis.

### Wedstrijdschema
|  | eerste ronde 1 en 5 mei | eerste ronde 1 en 5 mei     | eerste ronde 1 en 5 mei | eerste ronde 1 en 5 mei | eerste ronde 1 en 5 mei |   |   | tweede ronde 10 en 13 mei | tweede ronde 10 en 13 mei | tweede ronde 10 en 13 mei | tweede ronde 10 en 13 mei | tweede ronde 10 en 13 mei |  |  | derde ronde 17 en 20 mei | derde ronde 17 en 20 mei | derde ronde 17 en 20 mei | derde ronde 17 en 20 mei | derde ronde 17 en 20 mei |
|  |                         |                             |                         |                         |                         |   |   |                           |                           |                           |                           |                           |  |  |                          |                          |                          |                          |                          |
|  |                         |                             |                         |                         |                         |   |   |                           |                           |                           |                           |                           |  |  |                          |                          |                          |                          |                          |
|  |                         | JL7                         | FC Emmen                | 4                       | 1                       | 5 |   |                           |                           |                           |                           |                           |  |  |                          |                          |                          |                          |                          |
|  |                         |                             |                         |                         |                         | 5 |   |                           |                           |                           |                           |                           |  |  |                          |                          |                          |                          |                          |
|  |                         |                             | JL3                     | N.E.C.                  | 0                       | 4 | 4 |                           |                           |                           |                           |                           |  |  |                          |                          |                          |                          |                          |
|  |                         |                             | JL3                     | N.E.C.                  | 0                       | 4 | 4 |                           |                           |                           |                           |                           |  |  |                          |                          |                          |                          |                          |
|  |                         |                             |                         |                         |                         |   |   |                           |                           |                           |                           |                           |  |  |                          |                          |                          |                          |                          |
|  |                         |                             |                         |                         |                         |   |   |                           |                           |                           |                           |                           |  |  |                          |                          |                          |                          |                          |
|  |                         |                             |                         |                         |                         |   |   | C                         | FC Emmen                  | 0                         | 3                         | 3                         |  |  |                          |                          |                          |                          |                          |
|  |                         |                             |                         |                         |                         |   |   |                           |                           |                           |                           |                           |  |  |                          |                          |                          |                          |                          |
|  |                         | D                           | Sparta Rotterdam        | 0                       | 1                       | 1 |   |                           |                           |                           |                           |                           |  |  |                          |                          |                          |                          |                          |
|  | JL13                    | FC Dordrecht (w.n.s. 3 – 5) | 1                       | 4                       | 5                       |   |   |                           |                           |                           |                           |                           |  |  |                          |                          |                          |                          |                          |
|  | JL13                    | FC Dordrecht (w.n.s. 3 – 5) | 1                       | 4                       | 5                       |   |   |                           |                           |                           |                           |                           |  |  |                          |                          |                          |                          |                          |
|  | JL8                     | SC Cambuur                  | 4                       | 1                       | 5                       |   |   |                           |                           |                           |                           |                           |  |  |                          |                          |                          |                          |                          |
|  | JL8                     | SC Cambuur                  | 4                       | 1                       | 5                       |   | A | FC Dordrecht              | 1                         | 2                         | 3                         |                           |  |  |                          |                          |                          |                          |                          |
|  |                         |                             |                         |                         |                         |   | A | FC Dordrecht              | 1                         | 2                         | 3                         |                           |  |  |                          |                          |                          |                          |                          |
|  |                         |                             | E17                     | Sparta Rotterdam        | 2                       | 2 | 4 |                           |                           |                           |                           |                           |  |  |                          |                          |                          |                          |                          |
|  |                         |                             | E17                     | Sparta Rotterdam        | 2                       | 2 | 4 |                           |                           |                           |                           |                           |  |  |                          |                          |                          |                          |                          |
|  |                         |                             |                         |                         |                         |   |   |                           |                           |                           |                           |                           |  |  |                          |                          |                          |                          |                          |

|  | eerste ronde 1 en 5 mei | eerste ronde 1 en 5 mei | eerste ronde 1 en 5 mei | eerste ronde 1 en 5 mei | eerste ronde 1 en 5 mei |   |   | tweede ronde 10 en 13 mei | tweede ronde 10 en 13 mei | tweede ronde 10 en 13 mei | tweede ronde 10 en 13 mei | tweede ronde 10 en 13 mei |   |                | derde ronde 17 en 20 mei | derde ronde 17 en 20 mei | derde ronde 17 en 20 mei | derde ronde 17 en 20 mei | derde ronde 17 en 20 mei |
|  |                         |                         |                         |                         |                         |   |   |                           |                           |                           |                           |                           |   |                |                          |                          |                          |                          |                          |
|  |                         |                         |                         |                         |                         |   |   |                           |                           |                           |                           |                           |   |                |                          |                          |                          |                          |                          |
|  |                         | B                       | Almere City FC          | 0                       | 2                       | 2 |   |                           |                           |                           |                           |                           |   |                |                          |                          |                          |                          |                          |
|  |                         |                         |                         |                         |                         | 2 |   |                           |                           |                           |                           |                           |   |                |                          |                          |                          |                          |                          |
|  |                         |                         | E16                     | Roda JC Kerkrade        | 0                       | 1 | 1 |                           |                           |                           |                           |                           |   |                |                          |                          |                          |                          |                          |
|  | JL10                    | MVV Maastricht          | E16                     | Roda JC Kerkrade        | 0                       | 1 | 1 | 1                         | 2                         | 3                         |                           |                           |   |                |                          |                          |                          |                          |                          |
|  | JL10                    | MVV Maastricht          |                         |                         |                         |   |   | 1                         | 2                         | 3                         |                           |                           |   |                |                          |                          |                          |                          |                          |
|  | JL9                     | Almere City FC          | 3                       | 3                       | 6                       |   |   |                           |                           |                           |                           |                           |   |                |                          |                          |                          |                          |                          |
|  | JL9                     | Almere City FC          | 3                       | 3                       | 6                       |   |   |                           |                           |                           |                           |                           | E | Almere City FC | 1                        | 1                        | 2                        |                          |                          |
|  |                         |                         |                         |                         |                         |   |   |                           |                           |                           |                           |                           | E | Almere City FC | 1                        | 1                        | 2                        |                          |                          |
|  |                         | F                       | De Graafschap           | 1                       | 2                       | 3 |   |                           |                           |                           |                           |                           |   |                |                          |                          |                          |                          |                          |
|  |                         |                         |                         |                         |                         |   |   |                           |                           |                           |                           |                           |   |                |                          |                          |                          |                          |                          |
|  |                         |                         |                         |                         |                         |   |   |                           |                           |                           |                           |                           |   |                |                          |                          |                          |                          |                          |
|  |                         |                         |                         |                         |                         |   |   |                           |                           |                           |                           |                           |   |                |                          |                          |                          |                          |                          |
|  |                         | JL6                     | Telstar                 | 3                       | 2                       | 5 |   |                           |                           |                           |                           |                           |   |                |                          |                          |                          |                          |                          |
|  |                         |                         |                         |                         |                         | 5 |   |                           |                           |                           |                           |                           |   |                |                          |                          |                          |                          |                          |
|  |                         |                         | JL4                     | De Graafschap           | 2                       | 4 | 6 |                           |                           |                           |                           |                           |   |                |                          |                          |                          |                          |                          |
|  |                         |                         | JL4                     | De Graafschap           | 2                       | 4 | 6 |                           |                           |                           |                           |                           |   |                |                          |                          |                          |                          |                          |
|  |                         |                         |                         |                         |                         |   |   |                           |                           |                           |                           |                           |   |                |                          |                          |                          |                          |                          |

### Eerste ronde

#### Wedstrijd A
|                                  |              |         |                                        |                                                                                       |
| Wedstrijd 1 1 mei 2018 20:45 uur | FC Dordrecht | 1 – 4   | SC Cambuur                             | Stadion: Riwal Hoogwerkers Stadion, Dordrecht Toeschouwers: 2.412 Scheidsrechter: Bax |
| Wedstrijd 1 1 mei 2018 20:45 uur | Bliek 63'    | Verslag | 20' Crowley 47' Mathieu 71', 83' Barto | Stadion: Riwal Hoogwerkers Stadion, Dordrecht Toeschouwers: 2.412 Scheidsrechter: Bax |
| Wedstrijd 1 1 mei 2018 20:45 uur |              |         |                                        | Stadion: Riwal Hoogwerkers Stadion, Dordrecht Toeschouwers: 2.412 Scheidsrechter: Bax |
| Wedstrijd 1 1 mei 2018 20:45 uur |              |         |                                        | Stadion: Riwal Hoogwerkers Stadion, Dordrecht Toeschouwers: 2.412 Scheidsrechter: Bax |
|                                  |              |         |                                        |                                                                                       |

|                                  |                                                     |                         |                                                |                                                                              |
| Wedstrijd 2 5 mei 2018 20:45 uur | SC Cambuur                                          | 1 – 4 (n.v.) 3 – 5 pen. | FC Dordrecht                                   | Stadion: Cambuurstadion, Leeuwarden Toeschouwers: 7.542 Scheidsrechter: Blom |
| Wedstrijd 2 5 mei 2018 20:45 uur | Kallon 30'                                          | Verslag                 | 48' Cijntje 58' Arias 71' (pen.), 73' Mahmudov | Stadion: Cambuurstadion, Leeuwarden Toeschouwers: 7.542 Scheidsrechter: Blom |
| Wedstrijd 2 5 mei 2018 20:45 uur | Strafschoppen                                       |                         |                                                | Stadion: Cambuurstadion, Leeuwarden Toeschouwers: 7.542 Scheidsrechter: Blom |
| Wedstrijd 2 5 mei 2018 20:45 uur | Crowley Van Wermeskerken Van Kippersluis Van Deelen |                         | Mahmudov Stankov Amevor Alkan Arias            | Stadion: Cambuurstadion, Leeuwarden Toeschouwers: 7.542 Scheidsrechter: Blom |
|                                  |                                                     |                         |                                                |                                                                              |

- SC Cambuur blijft in de Eerste divisie.

#### Wedstrijd B
|                                  |                |         |                      |                                                                              |
| Wedstrijd 1 1 mei 2018 18:30 uur | MVV Maastricht | 1 – 3   | Almere City FC       | Stadion: De Geusselt, Maastricht Toeschouwers: 4.264 Scheidsrechter: Janssen |
| Wedstrijd 1 1 mei 2018 18:30 uur | Ciranni 33'    | Verslag | 23', 51', 62' Mirani | Stadion: De Geusselt, Maastricht Toeschouwers: 4.264 Scheidsrechter: Janssen |
| Wedstrijd 1 1 mei 2018 18:30 uur |                |         |                      | Stadion: De Geusselt, Maastricht Toeschouwers: 4.264 Scheidsrechter: Janssen |
| Wedstrijd 1 1 mei 2018 18:30 uur |                |         |                      | Stadion: De Geusselt, Maastricht Toeschouwers: 4.264 Scheidsrechter: Janssen |
|                                  |                |         |                      |                                                                              |

|                                  |                                         |         |                       |                                                                               |
| Wedstrijd 2 5 mei 2018 18:30 uur | Almere City FC                          | 3 – 2   | MVV Maastricht        | Stadion: Yanmar Stadion, Almere Toeschouwers: 1.792 Scheidsrechter: Gözübüyük |
| Wedstrijd 2 5 mei 2018 18:30 uur | Van der Water 45+1' Mac-Donald 77', 85' | Verslag | 7' Janssens 47' Okita | Stadion: Yanmar Stadion, Almere Toeschouwers: 1.792 Scheidsrechter: Gözübüyük |
| Wedstrijd 2 5 mei 2018 18:30 uur |                                         |         |                       | Stadion: Yanmar Stadion, Almere Toeschouwers: 1.792 Scheidsrechter: Gözübüyük |
| Wedstrijd 2 5 mei 2018 18:30 uur |                                         |         |                       | Stadion: Yanmar Stadion, Almere Toeschouwers: 1.792 Scheidsrechter: Gözübüyük |
|                                  |                                         |         |                       |                                                                               |

- MVV Maastricht blijft in de Eerste divisie.

### Tweede ronde

#### Wedstrijd C
|                                   |                                         |         |        |                                                                                      |
| Wedstrijd 1 10 mei 2018 14:30 uur | FC Emmen                                | 4 – 0   | N.E.C. | Stadion: De Oude Meerdijk, Emmen Toeschouwers: 5.378 Scheidsrechter: Van den Kerkhof |
| Wedstrijd 1 10 mei 2018 14:30 uur | Veldmate 5' Bakker 8' Loen 32' Bijl 89' | Verslag |        | Stadion: De Oude Meerdijk, Emmen Toeschouwers: 5.378 Scheidsrechter: Van den Kerkhof |
| Wedstrijd 1 10 mei 2018 14:30 uur |                                         |         |        | Stadion: De Oude Meerdijk, Emmen Toeschouwers: 5.378 Scheidsrechter: Van den Kerkhof |
| Wedstrijd 1 10 mei 2018 14:30 uur |                                         |         |        | Stadion: De Oude Meerdijk, Emmen Toeschouwers: 5.378 Scheidsrechter: Van den Kerkhof |
|                                   |                                         |         |        |                                                                                      |

|                                   |                                                    |         |             |                                                                               |
| Wedstrijd 2 13 mei 2018 14:30 uur | N.E.C.                                             | 4 – 1   | FC Emmen    | Stadion: Goffertstadion, Nijmegen Toeschouwers: 5.321 Scheidsrechter: Nijhuis |
| Wedstrijd 2 13 mei 2018 14:30 uur | Achahbar 5', 11' Sturing 42' Ter Haar Romeny 45+7' | Verslag | 14' Bannink | Stadion: Goffertstadion, Nijmegen Toeschouwers: 5.321 Scheidsrechter: Nijhuis |
| Wedstrijd 2 13 mei 2018 14:30 uur |                                                    |         |             | Stadion: Goffertstadion, Nijmegen Toeschouwers: 5.321 Scheidsrechter: Nijhuis |
| Wedstrijd 2 13 mei 2018 14:30 uur |                                                    |         |             | Stadion: Goffertstadion, Nijmegen Toeschouwers: 5.321 Scheidsrechter: Nijhuis |
|                                   |                                                    |         |             |                                                                               |

- N.E.C. blijft in de Eerste divisie.

#### Wedstrijd D
|                                   |                      |         |                       |                                                                                             |
| Wedstrijd 1 10 mei 2018 16:45 uur | FC Dordrecht         | 1 – 2   | Sparta Rotterdam      | Stadion: Riwal Hoogwerkers Stadion, Dordrecht Toeschouwers: 4.235 Scheidsrechter: S. Mulder |
| Wedstrijd 1 10 mei 2018 16:45 uur | Spierings 89' (e.d.) | Verslag | 10' Brogno 90' Mühren | Stadion: Riwal Hoogwerkers Stadion, Dordrecht Toeschouwers: 4.235 Scheidsrechter: S. Mulder |
| Wedstrijd 1 10 mei 2018 16:45 uur |                      |         |                       | Stadion: Riwal Hoogwerkers Stadion, Dordrecht Toeschouwers: 4.235 Scheidsrechter: S. Mulder |
| Wedstrijd 1 10 mei 2018 16:45 uur |                      |         |                       | Stadion: Riwal Hoogwerkers Stadion, Dordrecht Toeschouwers: 4.235 Scheidsrechter: S. Mulder |
|                                   |                      |         |                       |                                                                                             |

|                                   |                       |         |                         |                                                                               |
| Wedstrijd 2 13 mei 2018 16:45 uur | Sparta Rotterdam      | 2 – 2   | FC Dordrecht            | Stadion: Het Kasteel, Rotterdam Toeschouwers: 10.132 Scheidsrechter: Manschot |
| Wedstrijd 2 13 mei 2018 16:45 uur | Duarte 57' Mühren 77' | Verslag | 7' Mahmudov 26' Cijntje | Stadion: Het Kasteel, Rotterdam Toeschouwers: 10.132 Scheidsrechter: Manschot |
| Wedstrijd 2 13 mei 2018 16:45 uur |                       |         |                         | Stadion: Het Kasteel, Rotterdam Toeschouwers: 10.132 Scheidsrechter: Manschot |
| Wedstrijd 2 13 mei 2018 16:45 uur |                       |         |                         | Stadion: Het Kasteel, Rotterdam Toeschouwers: 10.132 Scheidsrechter: Manschot |
|                                   |                       |         |                         |                                                                               |

- FC Dordrecht blijft in de Eerste divisie.

#### Wedstrijd E
|                                   |                |       |                  |                                                                             |
| Wedstrijd 1 10 mei 2018 20:00 uur | Almere City FC | 0 – 0 | Roda JC Kerkrade | Stadion: Yanmar Stadion, Almere Toeschouwers: 2.826 Scheidsrechter: Nijhuis |
| Wedstrijd 1 10 mei 2018 20:00 uur | Verslag        |       |                  | Stadion: Yanmar Stadion, Almere Toeschouwers: 2.826 Scheidsrechter: Nijhuis |
| Wedstrijd 1 10 mei 2018 20:00 uur |                |       |                  | Stadion: Yanmar Stadion, Almere Toeschouwers: 2.826 Scheidsrechter: Nijhuis |
| Wedstrijd 1 10 mei 2018 20:00 uur |                |       |                  | Stadion: Yanmar Stadion, Almere Toeschouwers: 2.826 Scheidsrechter: Nijhuis |
|                                   |                |       |                  |                                                                             |

|                                   |                  |         |                                |                                                                                           |
| Wedstrijd 2 13 mei 2018 20:00 uur | Roda JC Kerkrade | 1 – 2   | Almere City FC                 | Stadion: Parkstad Limburg Stadion, Kerkrade Toeschouwers: 12.489 Scheidsrechter: Lindhout |
| Wedstrijd 2 13 mei 2018 20:00 uur | Schahin 53'      | Verslag | 31' Van der Water 87' Hammouti | Stadion: Parkstad Limburg Stadion, Kerkrade Toeschouwers: 12.489 Scheidsrechter: Lindhout |
| Wedstrijd 2 13 mei 2018 20:00 uur |                  |         |                                | Stadion: Parkstad Limburg Stadion, Kerkrade Toeschouwers: 12.489 Scheidsrechter: Lindhout |
| Wedstrijd 2 13 mei 2018 20:00 uur |                  |         |                                | Stadion: Parkstad Limburg Stadion, Kerkrade Toeschouwers: 12.489 Scheidsrechter: Lindhout |
|                                   |                  |         |                                |                                                                                           |

- Roda JC Kerkrade degradeert naar de Eerste divisie.

#### Wedstrijd F
|                                   |                                                            |         |                                                      |                                                                                       |
| Wedstrijd 1 10 mei 2018 12:30 uur | Telstar                                                    | 3 – 2   | De Graafschap                                        | Stadion: Rabobank IJmond Stadion, Velsen Toeschouwers: 4.663 Scheidsrechter: Kamphuis |
| Wedstrijd 1 10 mei 2018 12:30 uur | Platje 20' Novakovich 56' Hamdaoui 77' Van Huizen 13', 85' | Verslag | 40', 44' S. Nieuwpoort 72' Van Mieghem 74' Serrarens | Stadion: Rabobank IJmond Stadion, Velsen Toeschouwers: 4.663 Scheidsrechter: Kamphuis |
| Wedstrijd 1 10 mei 2018 12:30 uur |                                                            |         |                                                      | Stadion: Rabobank IJmond Stadion, Velsen Toeschouwers: 4.663 Scheidsrechter: Kamphuis |
| Wedstrijd 1 10 mei 2018 12:30 uur |                                                            |         |                                                      | Stadion: Rabobank IJmond Stadion, Velsen Toeschouwers: 4.663 Scheidsrechter: Kamphuis |
|                                   |                                                            |         |                                                      |                                                                                       |

|                                   |                                                             |         |                                    |                                                                                    |
| Wedstrijd 2 13 mei 2018 12:30 uur | De Graafschap                                               | 4 – 2   | Telstar                            | Stadion: De Vijverberg, Doetinchem Toeschouwers: 11.083 Scheidsrechter: Van Boekel |
| Wedstrijd 2 13 mei 2018 12:30 uur | L. Nieuwpoort 4' El Jebli 25' Serrarens 66' Van Mieghem 80' | Verslag | 57' Hamdaoui 75' (pen.) Novakovich | Stadion: De Vijverberg, Doetinchem Toeschouwers: 11.083 Scheidsrechter: Van Boekel |
| Wedstrijd 2 13 mei 2018 12:30 uur |                                                             |         |                                    | Stadion: De Vijverberg, Doetinchem Toeschouwers: 11.083 Scheidsrechter: Van Boekel |
| Wedstrijd 2 13 mei 2018 12:30 uur |                                                             |         |                                    | Stadion: De Vijverberg, Doetinchem Toeschouwers: 11.083 Scheidsrechter: Van Boekel |
|                                   |                                                             |         |                                    |                                                                                    |

- Telstar blijft in de Eerste divisie.

### Derde ronde
Bij alle wedstrijden in deze ronde werd er gebruikgemaakt van een video-assistent.

#### Wedstrijd G
|                                   |          |       |                  | |
| Wedstrijd 1 17 mei 2018 18:30 uur | FC Emmen | 0 – 0 | Sparta Rotterdam | Stadion: De Oude Meerdijk, Emmen Toeschouwers: 8.301 Scheidsrechter: Lindhout Video-assistent: Manschot |
| Wedstrijd 1 17 mei 2018 18:30 uur | Verslag  |       |                  | Stadion: De Oude Meerdijk, Emmen Toeschouwers: 8.301 Scheidsrechter: Lindhout Video-assistent: Manschot |
| Wedstrijd 1 17 mei 2018 18:30 uur |          |       |                  | Stadion: De Oude Meerdijk, Emmen Toeschouwers: 8.301 Scheidsrechter: Lindhout Video-assistent: Manschot |
| Wedstrijd 1 17 mei 2018 18:30 uur |          |       |                  | Stadion: De Oude Meerdijk, Emmen Toeschouwers: 8.301 Scheidsrechter: Lindhout Video-assistent: Manschot |
|                                   |          |       |                  | |

|                                   |                           |         |                                   |                                                                                                   |
| Wedstrijd 2 20 mei 2018 14:30 uur | Sparta Rotterdam          | 1 – 3   | FC Emmen                          | Stadion: Het Kasteel, Rotterdam Toeschouwers: 10.606 Scheidsrechter: Higler Video-assistent: Blom |
| Wedstrijd 2 20 mei 2018 14:30 uur | Spierings 28' Dougall 87' | Verslag | 38' Chacón 59' Jansen 66' Bannink | Stadion: Het Kasteel, Rotterdam Toeschouwers: 10.606 Scheidsrechter: Higler Video-assistent: Blom |
| Wedstrijd 2 20 mei 2018 14:30 uur |                           |         |                                   | Stadion: Het Kasteel, Rotterdam Toeschouwers: 10.606 Scheidsrechter: Higler Video-assistent: Blom |
| Wedstrijd 2 20 mei 2018 14:30 uur |                           |         |                                   | Stadion: Het Kasteel, Rotterdam Toeschouwers: 10.606 Scheidsrechter: Higler Video-assistent: Blom |
|                                   |                           |         |                                   |                                                                                                   |

- FC Emmen promoveert naar de Eredivisie.
- Sparta Rotterdam degradeert naar de Eerste divisie.

#### Wedstrijd H
|                                   |                                |         |                        |                                                                                                  |
| Wedstrijd 1 17 mei 2018 20:45 uur | Almere City FC                 | 1 – 1   | De Graafschap          | Stadion: Yanmar Stadion, Almere Toeschouwers: 3.430 Scheidsrechter: Blom Video-assistent: Higler |
| Wedstrijd 1 17 mei 2018 20:45 uur | Van der Water 84' Overtoom 90' | Verslag | 90+2' (pen.) Serrarens | Stadion: Yanmar Stadion, Almere Toeschouwers: 3.430 Scheidsrechter: Blom Video-assistent: Higler |
| Wedstrijd 1 17 mei 2018 20:45 uur |                                |         |                        | Stadion: Yanmar Stadion, Almere Toeschouwers: 3.430 Scheidsrechter: Blom Video-assistent: Higler |
| Wedstrijd 1 17 mei 2018 20:45 uur |                                |         |                        | Stadion: Yanmar Stadion, Almere Toeschouwers: 3.430 Scheidsrechter: Blom Video-assistent: Higler |
|                                   |                                |         |                        |                                                                                                  |

|                                   |                                |         |                | |
| Wedstrijd 2 20 mei 2018 16:45 uur | De Graafschap                  | 2 – 1   | Almere City FC | Stadion: De Vijverberg, Doetinchem Toeschouwers: 12.600 Scheidsrechter: Makkelie Video-assistent: Kamphuis |
| Wedstrijd 2 20 mei 2018 16:45 uur | Tissoudali 45+2' Serrarens 68' | Verslag | 36' Hoefdraad  | Stadion: De Vijverberg, Doetinchem Toeschouwers: 12.600 Scheidsrechter: Makkelie Video-assistent: Kamphuis |
| Wedstrijd 2 20 mei 2018 16:45 uur |                                |         |                | Stadion: De Vijverberg, Doetinchem Toeschouwers: 12.600 Scheidsrechter: Makkelie Video-assistent: Kamphuis |
| Wedstrijd 2 20 mei 2018 16:45 uur |                                |         |                | Stadion: De Vijverberg, Doetinchem Toeschouwers: 12.600 Scheidsrechter: Makkelie Video-assistent: Kamphuis |
|                                   |                                |         |                | |

- De Graafschap promoveert naar de Eredivisie.
- Almere City FC blijft in de Eerste divisie.

## Play-offs om promotie/degradatie Tweede/Derde divisie
In de play-offs om promotie en degradatie tussen de Tweede en Derde divisie, ging het tussen de nummers 15 en 16 uit de Tweede divisie en de 6 (plaatsvervangende) periodekampioenen uit de Derde divisie.
Ook hierbij werden halve finales en finales gespeeld, ieder over twee wedstrijden. Wanneer de twee wedstrijden samen op een gelijkspel zouden uitkomen, werd er verlengd, ongeacht of een ploeg meer uitdoelpunten heeft gescoord dan de ander. Indien er na 2x15 minuten verlenging geen winnaar bekend was, werden er strafschoppen genomen.
| Ronde        | Datum & soort wedstrijd    | Thuisteam           | Uitslag      | Uitteam             | Totaalscore over beide wedstrijden | Opmerkingen                                                                                            |
| ------------ | -------------------------- | ------------------- | ------------ | ------------------- | ---------------------------------- | --- |
| Halve finale | 30 mei 2018 Heenwedstrijd  | JVC Cuijk           | 0 – 2        | FC Lisse            | Niet van toepassing                | |
| Halve finale | 30 mei 2018 Heenwedstrijd  | Jong Almere City FC | 1 – 1        | VV UNA              | Niet van toepassing                | |
| Halve finale | 30 mei 2018 Heenwedstrijd  | Jong FC Volendam    | 1 – 2        | SV TEC              | Niet van toepassing                | |
| Halve finale | 30 mei 2018 Heenwedstrijd  | Quick (H)           | 1 – 1        | SVV Scheveningen    | Niet van toepassing                | |
| Halve finale | 2 juni 2018 Terugwedstrijd | FC Lisse            | 0 – 3        | JVC Cuijk           | 2 – 3                              | FC Lisse is gedegradeerd naar de Derde divisie.                                                        |
| Halve finale | 2 juni 2018 Terugwedstrijd | VV UNA              | 1 – 1 (n.v.) | Jong Almere City FC | 2 – 2                              | Jong Almere City FC wint na strafschoppen (1 – 3).                                                     |
| Halve finale | 2 juni 2018 Terugwedstrijd | SV TEC              | 1 – 0        | Jong FC Volendam    | 3 – 1                              | |
| Halve finale | 2 juni 2018 Terugwedstrijd | SVV Scheveningen    | 1 – 0        | Quick (H)           | 2 – 1                              | |
| Finale       | 6 juni 2018 Heenwedstrijd  | Jong Almere City FC | 2 – 1        | JVC Cuijk           | Niet van toepassing                | |
| Finale       | 6 juni 2018 Heenwedstrijd  | SVV Scheveningen    | 2 – 0        | SV TEC              | Niet van toepassing                | |
| Finale       | 9 juni 2018 Terugwedstrijd | JVC Cuijk           | 1 – 3        | Jong Almere City FC | 2 – 5                              | Jong Almere City FC is gepromoveerd naar de Tweede divisie.                                            |
| Finale       | 9 juni 2018 Terugwedstrijd | SV TEC              | 2 – 1        | SVV Scheveningen    | 2 – 3                              | SVV Scheveningen is gepromoveerd naar de Tweede divisie. SV TEC is gedegradeerd naar de Derde divisie. |

## Play-offs om promotie/degradatie Derde divisie/Hoofdklasse
In de play-offs om promotie en degradatie tussen de Derde divisie en de Hoofdklasse, ging het tussen de nummers 15 en 16 uit iedere Derde divisie en de 12 (plaatsvervangende) periodekampioenen uit de vier verschillende Hoofdklasse-competities. Hierbij werden zaterdagteams alleen tegen zaterdagteams gespeeld en zondagteams alleen tegen zondagteams.
Ook bij deze play-offs werden halve finales en finales gespeeld, ieder over twee wedstrijden. Wanneer de twee wedstrijden samen op een gelijkspel zouden uitkomen, werd er verlengd, ongeacht of een ploeg meer uitdoelpunten heeft gescoord dan de ander. Indien er na 2x15 minuten verlengen geen winnaar bekend was, werden er strafschoppen genomen.
Doordat Jong FC Twente heeft aangegeven om na dit seizoen niet verder te gaan in de voetbalpiramide en verder te gaan in de reservecompetitie betaald voetbal, was er een open plaats ontstaan in de Derde divisie. Deze open plaats werd opgevuld vanuit de nacompetitie. Om tot opvulling van de open plaats in de Derde divisie te komen, speelden de verliezend finalisten van de nacompetitie tussen de Derde divisie zaterdag en Hoofdklasse zaterdag één extra wedstrijd op 16 juni 2018 voor één plaats in de Derde divisie. De wedstrijd werd op een neutraal terrein gespeeld.
| Ronde                                 | Datum & soort wedstrijd    | Thuisteam       | Uitslag      | Uitteam         | Totaalscore over beide wedstrijden | Opmerkingen                                                                                            |
| ------------------------------------- | -------------------------- | --------------- | ------------ | --------------- | ---------------------------------- | --- |
| Halve finale                          | 29 mei 2018 Heenwedstrijd  | Excelsior '31   | 1 – 4        | vv Capelle      | Niet van toepassing                | |
| Halve finale                          | 29 mei 2018 Heenwedstrijd  | SteDoCo         | 1 – 2        | VV Berkum       | Niet van toepassing                | |
| Halve finale                          | 29 mei 2018 Heenwedstrijd  | HSV Hoek        | 1 – 0        | VV Spijkenisse  | Niet van toepassing                | |
| Halve finale                          | 29 mei 2018 Heenwedstrijd  | Ajax (amateurs) | 2 – 0        | Ter Leede       | Niet van toepassing                | |
| Halve finale                          | 2 juni 2018 Terugwedstrijd | vv Capelle      | 1 – 2        | Excelsior '31   | 5 – 3                              | |
| Halve finale                          | 2 juni 2018 Terugwedstrijd | VV Berkum       | 2 – 3 (n.v.) | SteDoCo         | 4 – 4                              | SteDoCo wint na strafschoppen (7 – 8).                                                                 |
| Halve finale                          | 2 juni 2018 Terugwedstrijd | VV Spijkenisse  | 2 – 2        | HSV Hoek        | 2 – 3                              | VV Spijkenisse is gedegradeerd naar de Hoofdklasse.                                                    |
| Halve finale                          | 2 juni 2018 Terugwedstrijd | Ter Leede       | 2 – 0 (n.v.) | Ajax (amateurs) | 2 – 2                              | Ajax (amateurs) wint na strafschoppen (3 – 4).                                                         |
| Finale                                | 5 juni 2018 Heenwedstrijd  | SteDoCo         | 0 – 1        | vv Capelle      | Niet van toepassing                | |
| Finale                                | 5 juni 2018 Heenwedstrijd  | Ajax (amateurs) | 1 – 3        | HSV Hoek        | Niet van toepassing                | |
| Finale                                | 9 juni 2018 Terugwedstrijd | vv Capelle      | 0 – 3        | SteDoCo         | 1 – 3                              | SteDoCo is gepromoveerd naar de Derde divisie.                                                         |
| Finale                                | 9 juni 2018 Terugwedstrijd | HSV Hoek        | 1 – 2        | Ajax (amateurs) | 4 – 3                              | HSV Hoek is gepromoveerd naar de Derde divisie.                                                        |
| Om de open plaats in de Derde divisie | 16 juni 2018               | vv Capelle      | 1 – 2        | Ajax (amateurs) | Niet van toepassing                | Ajax (amateurs) is gepromoveerd naar de Derde divisie. vv Capelle is gedegradeerd naar de Hoofdklasse. |

| Ronde        | Datum & soort wedstrijd     | Thuisteam      | Uitslag      | Uitteam        | Totaalscore over beide wedstrijden | Opmerkingen                                                                                       |
| ------------ | --------------------------- | -------------- | ------------ | -------------- | ---------------------------------- | ------------------------------------------------------------------------------------------------- |
| Halve finale | 31 mei 2018 Heenwedstrijd   | SP Silvolde    | 1 – 2        | VV GOES        | Niet van toepassing                |                                                                                                   |
| Halve finale | 31 mei 2018 Heenwedstrijd   | VV Gemert      | 2 – 0        | Be Quick 1887  | Niet van toepassing                |                                                                                                   |
| Halve finale | 31 mei 2018 Heenwedstrijd   | HVV Hollandia  | 1 – 1        | Quick '20      | Niet van toepassing                |                                                                                                   |
| Halve finale | 31 mei 2018 Heenwedstrijd   | RKSV Halsteren | 1 – 1        | Achilles 1894  | Niet van toepassing                |                                                                                                   |
| Halve finale | 3 juni 2018 Terugwedstrijd  | VV GOES        | 1 – 1        | SP Silvolde    | 3 – 2                              |                                                                                                   |
| Halve finale | 3 juni 2018 Terugwedstrijd  | Be Quick 1887  | 5 – 0        | VV Gemert      | 5 – 2                              |                                                                                                   |
| Halve finale | 3 juni 2018 Terugwedstrijd  | Quick '20      | 2 – 1        | HVV Hollandia  | 3 – 2                              |                                                                                                   |
| Halve finale | 3 juni 2018 Terugwedstrijd  | Achilles 1894  | 0 – 0 (n.v.) | RKSV Halsteren | 1 – 1                              | RKSV Halsteren wint na strafschoppen (5 – 6).                                                     |
| Finale       | 7 juni 2018 Heenwedstrijd   | VV GOES        | 2 – 2        | Be Quick 1887  | Niet van toepassing                |                                                                                                   |
| Finale       | 7 juni 2018 Heenwedstrijd   | RKSV Halsteren | 1 – 0        | Quick '20      | Niet van toepassing                |                                                                                                   |
| Finale       | 10 juni 2018 Terugwedstrijd | Be Quick 1887  | 0 – 2        | VV GOES        | 2 – 4                              | VV GOES is gepromoveerd naar de Derde divisie. Be Quick 1887 is gedegradeerd naar de Hoofdklasse. |
| Finale       | 10 juni 2018 Terugwedstrijd | Quick '20      | 4 – 2 (n.v.) | RKSV Halsteren | 4 – 3                              | Quick '20 heeft zich gehandhaafd in de Derde divisie.                                             |